# Dysdera pavani
Dysdera pavani este o specie de păianjeni din genul Dysdera, familia Dysderidae, descrisă de Caporiacco, 1941.
Este endemică în Italia. Conform Catalogue of Life specia Dysdera pavani nu are subspecii cunoscute.